# Śnieżna Studnia
Śnieżna Studnia (Kościół, Kościółek, pod Kościółkiem, Śnieżna Jama, Śnieżny Awen, Lodowa pod Kotlinami, Jaskinia pod Kotlinami) – jaskinia w Dolinie Małej Łąki w Tatrach Zachodnich. Jest drugą pod względem długości i drugą pod względem głębokości jaskinią w Polsce. Dłuższa i głębsza jest tylko położona w pobliżu Jaskinia Wielka Śnieżna.
Jaskinia znajduje się w północno-wschodnim zboczu Małołączniaka, w prostej linii powyżej Jaskini przy Przechodzie. Ma dwa otwory wejściowe położone obok siebie na krawędzi ściany opadającej z Kotlin do Niżnej Świstówki, na wysokości 1748 i 1756 m n.p.m. Pierwszy z nich to otwór pionowy, owalny o wymiarach 6x4 m. Drugi otwór, boczny, ma kształt cyfry "8"; ten jest widoczny z wierzchołka Wielkiej Turni Małołąckiej. Obecnie jaskinia ma także trzeci otwór, będący otworem wejściowym Jaskini pod Śnieżną Studnią, która była do 2019 roku osobną jaskinią.
Niektóre części jaskini są słabo zbadane. Prawie co roku odkrywane są nowe korytarze. W grudniu 2020 roku długość odkrytych korytarzy wynosiła 13650 metrów, a deniwelacja 805 metrów. Z początkiem lipca 2021 r. udało się przekroczyć 14 km znanych ciągów.

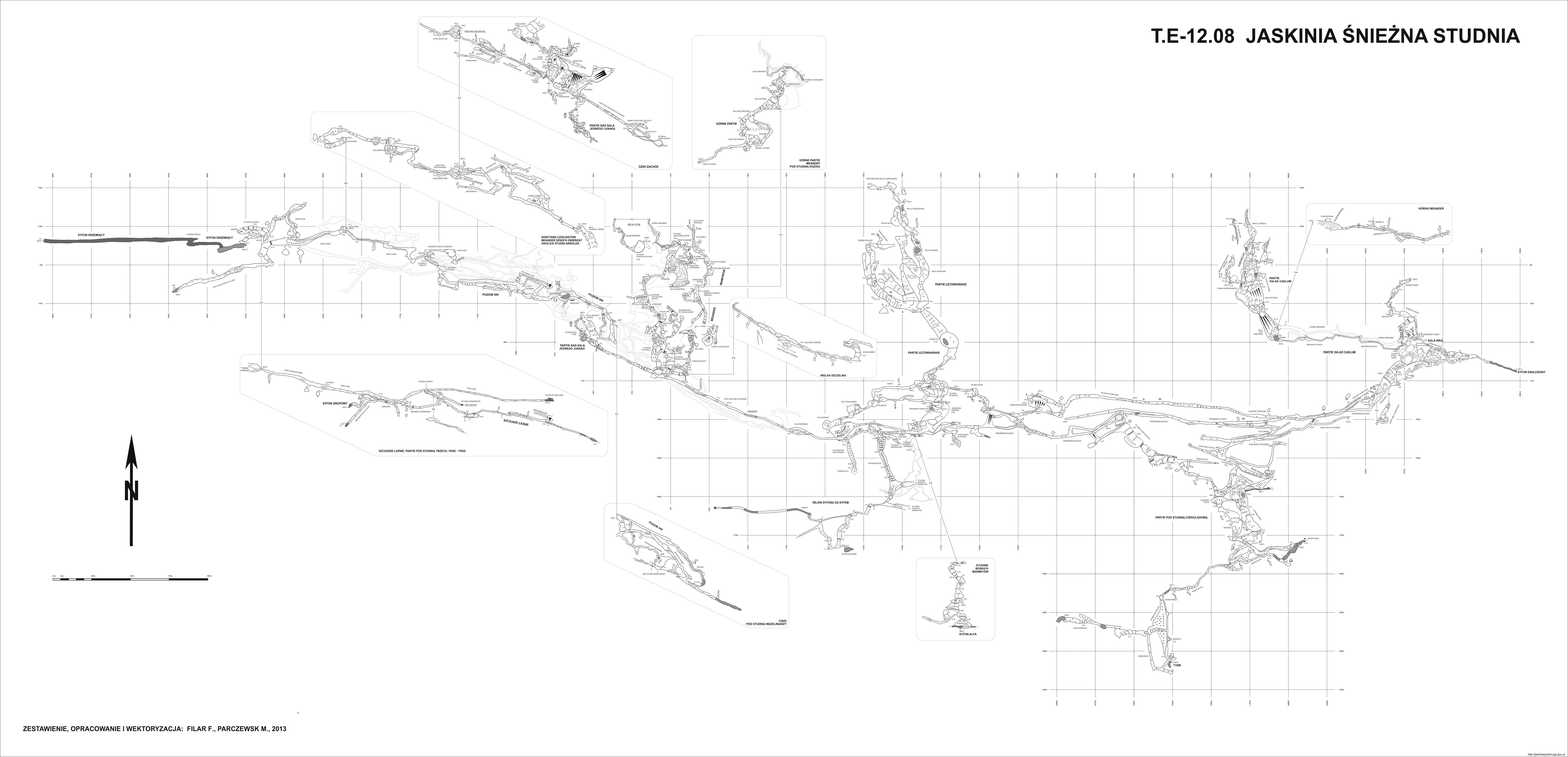
Plan jaskini

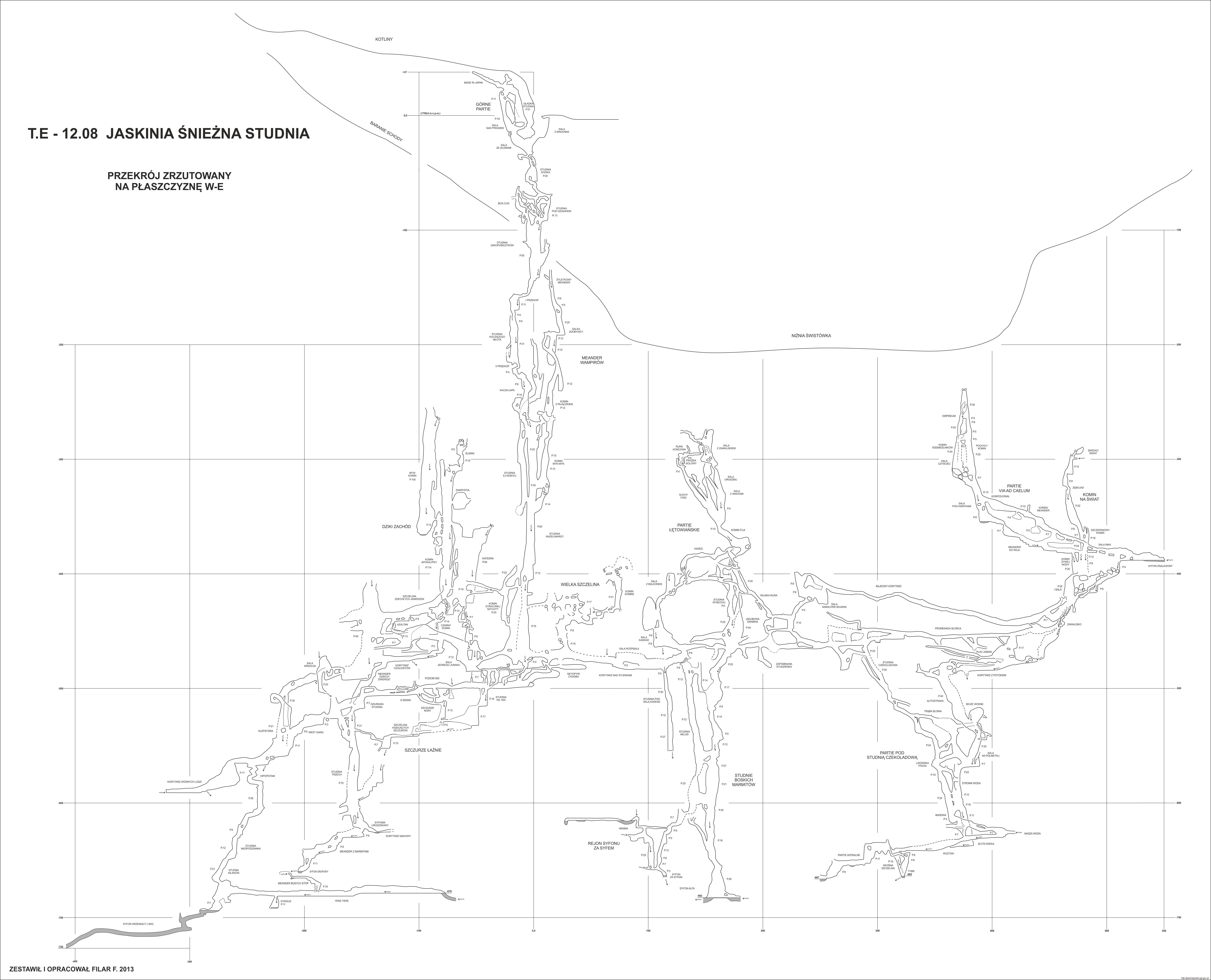
Przekrój jaskini

## Opis jaskini
Jaskinia od otworów wejściowych zaczyna się ciągiem pionowych studni (z których największą jest Studnia Wazeliniarzy – 230 metrów) dochodzących do głębokości 500 metrów poniżej wejścia. Na tej głębokości zaczynają się ciągi poziome jaskini połączone z kominami i studniami. Od tej części prowadzą jeszcze niżej głębokie studnie zakończone niezbadanymi w większości syfonami.
Studnie wejściowe. Otwory wejściowe to okna pokrytej lodem Sali z Madonną (8 × 12 metrów; "Madonna" - to słup lodowy przypominający odkrywcom figurę Madonny). Kilkanaście metrów poniżej znajduje się Sala ze Złomami. Zaczyna się tu ciąg studni z bocznymi odnogami. Są to: Studnia Kozika, Studnia pod Dziadkiem, Studnia 40-lecia PRL, Studnia Zakopiańczyków, Studnia Huczącego Młota i Studnia Wazeliniarzy. Poniżej dna Studni Wazeliniarzy (korytarz Poziom 500) zaczynają się bardzo rozbudowane stosunkowo poziome ciągi jaskini.
Syfon Drzemiący. Od dna Studni Wazeliniarzy poprzez Studnię P.8 (z wodospadem), Salę Jednego Junaka, III Biwak, Studnię Niespodziankę, Studnię Kilaków można dostać się do podziemnej rzeki Yeke-Yeke z jeziorkiem. W jeziorku pod lustrem wody znajduje się wejście do Syfonu Drzemiącego. Zbadany został do głębokości 74,5 metrów. Jest to najniższy osiągnięty punkt jaskini na głębokości −805 metrów.
Górne Partie. Odchodzą od Sali ze Złomami. Jest tam m.in. Sala pod Powałą, Sala nad Progiem, Gładka Studnia (21 metrów głębokości) i meander Made in Japan (najwyższy punkt jaskini +37,8 metra).
Partie w okolicach Studni Wazeliniarzy. Znajduje się tu wiele korytarzy i studni, z których można wyróżnić Studnię Ej-nom-ej, Meander Wampirów, Komin Energetycznego Wampira, Komin Myk-Myk, Wielką Szczelinę.
Dziki Zachód. Bardzo rozbudowane partie jaskini zaczynające się za Wielką Szczeliną. Są tu m.in. Komin Straconej Szychty, Korytarz Spełnionych Marzeń, Katedra (64-metrowy komin), Komin Apokalipsy, Mysi Komin (do tej pory zbadany do 100 metrów wysokości) i Szczelina Zdechłych Jankesów.

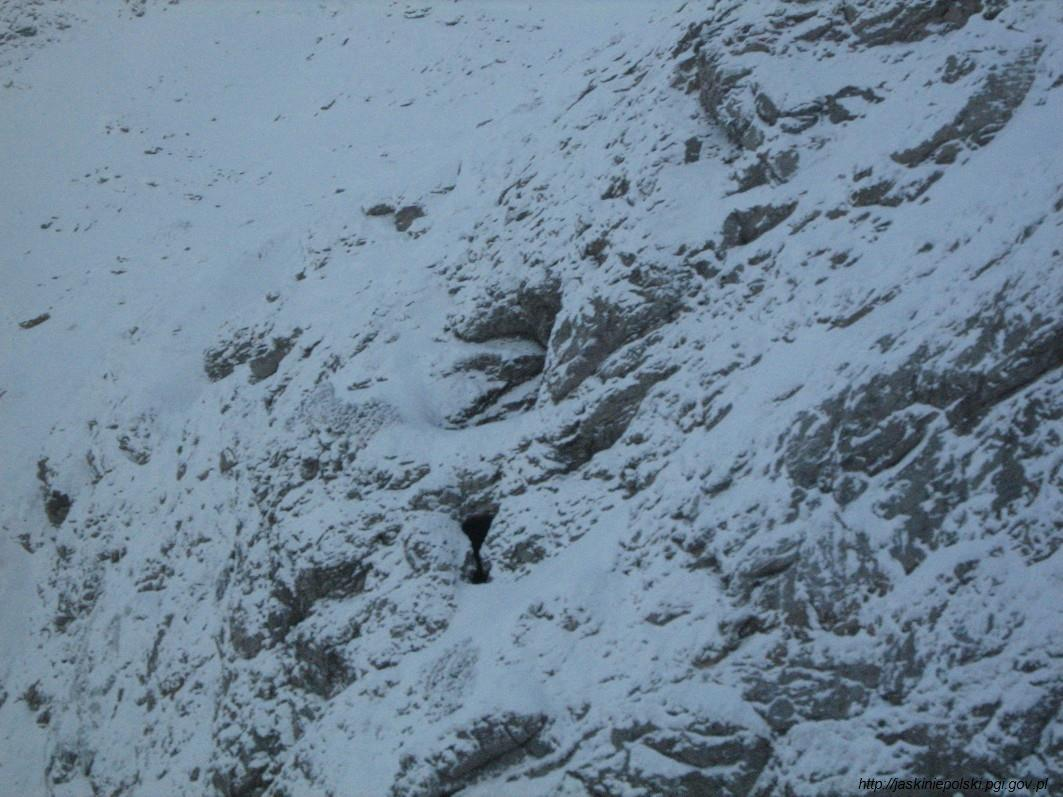
Otwory jaskini

Korytarz Czołgistów – Klepsydra. Od Sali Jednego Junaka można dojść do rozbudowanych partii w okolicach Korytarza Czołgistów i Klepsydry. Jest tam m.in. Studnia Trzech, korytarz Ceprostrada czy Studnia Arnolda.
Syfon Grupowy. Studnia Trzech to jedna z tych głębokich studni (około 100 metrów głębokości), które prowadzą poniżej poziomych ciągów korytarzy do położonych najniżej syfonów. Przechodzi ona w Studnię Przedostatnią, która na głębokości −659 metrów kończy się jeziorkiem. Jest to Syfon Grupowy.
Syfon Znaleziony. Od Wielkiej Szczeliny i Sali Kaskad poprzez Promenadę Słońca lub Bajkowy Korytarz dojść można do Sali Inki, a następnie do Syfonu Znalezionego (−388 metrów). Jest to najdalej wysunięte na wschód miejsce w jaskini.
Partie Łętowiańskie. Partie odchodzą od Sali Kaskad. Najbardziej charakterystyczne miejsca to: Komin Morawiaków, Kręta Studzienka, Hades, Studnia Wybuchu czy Komin Fuji.
Studnie Boskich Marmitów. Kolejne studnie, które prowadzą poniżej poziomych ciągów korytarzy do położonych najniżej syfonów. Cały czas w deszczu podziemnym trzeba zjechać studniami: P.25, P.17, P.27, P.21, P.16, P.26 (w płynącej wodzie) do jeziorka – Syfonu Alfa (−682 metry).
Partie pod Studnią Czekoladową. Odchodzą od Promenady Słońca. Jest to kolejny ciąg prowadzący do położonych najniżej syfonów. Zaczynają się Studnią Czekoladową i dochodzą do Stromej Wody, gdzie zaczyna się ciąg studni prowadzących do Rzeki Złotej. Idąc wzdłuż rzeki i mijając wodospad, dochodzimy do Ciągów Aferalnych kończących się niezbadanym  jeziorkiem (−667 metrów).
Partie nad Salą Inka. Najbardziej charakterystyczne miejsca to: Komin na Świat, Partie Via ad Caelum, Komin Rzemieślników czy Meander Anielski Orszak.

## Przyroda
W ostatnich latach w jaskini kurczy się pokrywa lodowa. Jest to prawdopodobnie związane z otwarciem w czasie badań ciągów w głąb systemu.
Przez najniższe piętro jaskini płynie ciek wodny. Zasilany jest on przez cieki płynące z górnych pięter. W jaskini znajdują się liczne stałe zbiorniki wody. Do tej pory odkryto w niej 10 syfonów.
Pomijając syfony, do największych jeziorek należą m.in.: Marmit w Partiach Via ad Caelum, jeziorko w Promenadzie Słońca, jeziorko Tybr, Sadzawka Topielców i jeziorko Krokodyl na Poziomie 500. 
Jaskinia jest prawdopodobnie odwadniana przez Lodowe Źródło (nie przeprowadzono jeszcze barwień wody).
Zamieszkują ją licznie nietoperze.

## Historia odkryć
Jaskinia została odkryta 30 sierpnia 1959 r. przez Danutę Strelau i Stanisława Wójcika. Spenetrowano wówczas odcinek do Sali z Madonną. Dalszą część jaskini, do łącznej długości 80 m, przeszli 27 września Władysław Habil i St. Wójcik.
Pod koniec lat 70. odkryto partie poniżej Sali ze Złomami do meandra pod Studnią Kozika oraz zbadano partie powyżej Sali nad Progiem.
Od 1984 roku do chwili obecnej trwa systematyczne badanie jaskini.
W lipcu 1988 roku wyprawa pokonuje studnie wejściowe i dochodzi do korytarza Poziom 500.
W 1989 roku wyprawa dochodzi do Syfonu Drzemiącego.
W 2012 roku wyprawa dochodzi na wysokość 100 metrów Komina Mysiego.
W 2013 roku odkryte zostaje kolejnych 30 metrów korytarzy.
W 2016 i 2018 roku odkryto i zbadano kolejnych 350 metrów korytarzy.
W 2018 roku w Syfonie Drzemiącym osiągnięto głębokość 74,5 metrów.
W 2019 roku połączono Śnieżną Studnię z Jaskinią pod Śnieżną Studnią.